# کیچفو
شهر کیچفو (به مقدونی: Кичево) با جمعیت  ۳۰٫۱۳۸   نفر  در استان جنوب غربی کشور جمهوری مقدونیه واقع شده‌است.